# Huai'an
Huai'an (en chino: 淮安, pinyin: Huái'ān), también conocida como Huaiyin (en chino: 淮阴, pinyin: Huaiyin) es una ciudad-prefectura en la provincia de Jiangsu, República Popular China. Limita al norte con Lianyungang, al sur con Yangzhou, al oeste con Suqian y al este con el mar de China Oriental. Su área total es de 10072 km² y su población es de 4,8 millones

## Administración
La ciudad prefectura de Huai'an administra 4 distritos y 4 condados.
- Distrito Chuzhou (楚州区)
- Distrito Huaiyin (淮阴区)
- Distrito Qinghe (清河区)
- Distrito Qingpu (清浦区)
- Distrito Jinhu (金湖县)
- Distrito Xuyi (盱眙县)
- Condado Hongze (洪泽县)
- Condado de Lianshui (涟水县)

Estos se dividen en 127 divisiones poblados, incluyendo 84 ciudades,33 municipios y 10 subdistritos.

## Historia
En la mitología China cuentan que Yu el Grande, estaba constantemente domando el río Huai aquí en el área de Huai'an.
Desde hace 6000 años, la gente ha creado su civilización en esta región. Durante la dinastía Sui y la dinastía Tang, la excavación del Gran Canal de China y el florecimiento de la industria de la sal al norte del río Huaihe promovió en gran medida la economía de esta ciudad, y su poderío continuó hasta la dinastía Ming y la dinastía Qing.
Toda la zona de Huaiyin fue ocupada por el ejército comunista chino en diciembre de 1948 y se convirtió en el territorio de la República Popular de China.

## Clima
Situada en zona de llanura, el terreno de la ciudad es plano, a excepción de la zona montañosa en el suroeste . La ciudad tiene varios ríos y lagos. El clima es templado y por estar cerca al río Huai He tiene dos niveles de radiación solar, al norte es mayor y por lo tanto llueve más al sur.